# Đào thoát khỏi Hàn Quốc

Người đào tẩu Hàn Quốc là những người Hàn Quốc vượt qua KDMZ để sang Cộng hòa Dân chủ Nhân dân Triều Tiên

Người đào thoát khỏi Hàn Quốc là công dân Hàn Quốc đã tẩu thoát sang CHDCND Triều Tiên. Những vụ đào tẩu này thường ít xảy ra hơn là những vụ đào tẩu của người Triều Tiên tới Hàn Quốc.
Sau chiến tranh Triều Tiên, 333 tù nhân chiến tranh Hàn Quốc bị giam ở CHDCND Triều Tiên đã chọn ở lại. Trong những thập kỷ tiếp theo của Chiến tranh Lạnh, một số người gốc Hàn Quốc đã đào thoát Triều Tiên. Họ bao gồm Roy Chung, một cựu binh Mỹ đã đào thoát sang Triều Tiên từ Đông Đức năm 1979. Trong trường hợp một số người Hàn Quốc mất tích, những kẻ bắt cóc Triều Tiên bị cáo buộc.
Thỉnh thoảng, người Triều Tiên đào thoát đến Hàn Quốc muốn trở lại. Vì Hàn Quốc không cho phép các công dân nhập tịch đi du lịch về phía Bắc, những người này phải quay trở lại đất nước của họ một cách bất hợp pháp và trở thành những "người đào thoát kép". Trong số khoảng 25.000 người đào tẩu Triều Tiên đang sinh sống tại Hàn Quốc, 800 người mất tích, một số trong số họ đã bị mất tích ở miền Bắc. Riêng trong nửa đầu năm 2012, đã có 200 trường hợp đào thoát kép, mặc dù Bộ Thống nhất Hàn Quốc chỉ chính thức công nhận 13 trường hợp.

## Bối cảnh
Giá trị tuyên truyền của những người đào thoát đã được ghi nhận ngay sau khi phân chia Triều Tiên năm 1945. Người đào thoát đã được sử dụng như là công cụ để chứng minh tính ưu việt của hệ thống chính trị của nước đích.
Tuyên truyền ở Cộng hòa Dân chủ Nhân dân Triều Tiên đã nhắm vào những người lính Hàn Quốc tuần tra tại Khu phi quân sự Triều Tiên (DMZ).

## Hậu quả của chiến tranh Triều Tiên
Tổng cộng có 357 tù binh chiến tranh bị giam ở CHDCND Triều Tiên sau chiến tranh Triều Tiên muốn ở lại Triều Tiên thay vì bị đưa về đất nước họ. Họ bao gồm 333 người Hàn Quốc, 23 người Mỹ, và một người Anh. Tám người Hàn Quốc và hai người Mỹ đã thay đổi suy nghĩ của họ sau đó. Số lượng chính xác của những tù binh chiến tranh này do Triều Tiên và Trung Quốc giam giữ đã bị tranh cãi vì các binh sĩ Hàn Quốc chưa được kể đến, kể từ năm 1953.
Trong Chiến tranh Lạnh một số quân nhân Mỹ đã đào thoát đến CHDCND Triều Tiên. Một trong số họ, Roy Chung, sinh ra là di dân Hàn Quốc. Không giống như những người khác đã đào tẩu khắp DMZ, ông đã đào thoát bằng cách vượt qua biên giới giữa Tây và Đông Đức vào năm 1979. Bố mẹ ông cáo buộc Triều Tiên bắt cóc ông. Mỹ không quan tâm đến việc điều tra vụ án, vì ông không phải là "rủi ro về an ninh", và trong những trường hợp tương tự, thường không thể chứng minh là một vụ bắt cóc. Có một vài trường hợp khác của người Hàn Quốc bí ẩn biến mất và chuyển tới Triều Tiên vào thời điểm đó, bao gồm trường hợp một giáo viên địa chất từ Seoul đã biến mất vào tháng 4/1979 trong khi ông đang có kỳ nghỉ ở Na Uy. Một số người Hàn Quốc cũng cáo buộc Triều Tiên về cố gắng bắt cóc họ trong khi lưu trú ở nước ngoài. Những vụ bắt cóc xảy ra chủ yếu ở châu Âu, Nhật Bản hoặc Hồng Kông.

## Đào thoát kép
Có những người đã đào tẩu khỏi Triều Tiên tới Hàn Quốc, và sau đó lại quay trở lại Triều Tiên. Riêng trong nửa đầu năm 2012, đã có 100 trường hợp "người đào thoát kép" như thế này. Những lý do có thể cho những người đào thoát được hai người là sự an toàn của các thành viên còn lại trong gia đình bị bỏ lại phía sau, lời hứa của Triều Tiên về sự tha thứ và những nỗ lực khác nhằm thu hút những người đào thoát trở lại kể cả tuyên truyền, và sự phân biệt đối xử phổ biến ở Hàn Quốc. Cả người nghèo và các thành viên của tầng lớp thượng lưu đều kinh hoàng khi thấy rằng cuộc sống của họ ở Hàn Quốc tệ hơn ở miền Bắc. Một nửa số người đào tẩu Triều Tiên sống ở Hàn Quốc bị thất nghiệp. Trong năm 2013 đã có 800 người đào thoát Triều Tiên mất tích trong tổng số 25.000 người. Họ có thể đã tới Trung Quốc hoặc các nước Đông Nam Á trên đường trở về Triều Tiên. Bộ thống nhất Hàn Quốc chính thức công nhận chỉ có 13 trường hợp bị đào thoát đôi vào tính đến  năm 2014.
Luật của Hàn Quốc không cho phép người Triều Tiên quay trở lại. CHDCND Triều Tiên đã cáo buộc Hàn Quốc bắt cóc và cưỡng chế bạo lực những người muốn rời đi và đã yêu cầu họ được phép rời đi.

## Người đào thoát sinh ra ở Hàn Quốc
Triều Tiên đã hướng mục tiêu những người đào thoát khỏi đất nước này tuyên truyền trong những nỗ lực thu hút họ trở thành những kẻ đào thoát kép, nhưng những người đào thoát Hàn Quốc được sinh ra bên ngoài Triều Tiên không được chào đón đến miền Bắc. Trong những năm gần đây đã có bảy người cố gắng rời khỏi Hàn Quốc, nhưng họ bị giam giữ vì nhập cảnh bất hợp pháp ở Triều Tiên và cuối cùng hồi hương. Năm 2009, một người đàn ông muốn cắt một lỗ trong hàng rào khu vực phi quân sự và đào thoát.
Đã có người thiệt mạng do hậu quả của những vụ đào tẩu không thành công. Một người đào thoát chết trong một vụ giết người - tự sát giết người do chồng gây ra trong khi bị giam. Một người đã cố gắng đào tẩu đã bị bắn và bị giết bởi quân đội Hàn Quốc trong tháng 9 năm 2013.

## Danh sách những người đào thoát đáng chú ý
- Choe Deok-sin, một Ngoại Trưởng Hàn Quốc
- Ryu Mi-yong, chủ tịch Đảng Thanh Hữu Thiên Đạo Triều Tiên và vợ của Choe Deok-sin.
- Kim Bong-han, một nhà nghiên cứu về châm cứu của Triều Tiên
- Oh Kil-nam, một nhà kinh tế học người Hàn Quốc, người sau này đào thoát lại về phía Nam
- Shin Suk-ja,  vợ của Oh Kil-nam, người đã được tôn vinh cùng với con gái của họ là tù nhân lương tâm
- Ri Sung-gi, một nhà hóa học Triều Tiên nổi tiếng vì đã phát minh ra vinalon, và có thể có liên quan đến nghiên cứu vũ khí hạt nhân
- Roy Chung (Tên khai sinh là Chung Ryeu Sup), Lính Mỹ thứ 5 đào tẩu về phía bắc